# Ingrynnan
Ingrynnan är en ö i Finland. Den ligger i Bottenviken och i kommunerna Karleby och Larsmo i landskapen Mellersta Österbotten och Österbotten, i den nordvästra delen av landet. Ön ligger omkring 17 kilometer väster om Karleby och omkring 430 kilometer norr om Helsingfors.
Öns area är 0,9 hektar och dess största längd är 210 meter i nord-sydlig riktning.